# Bilia

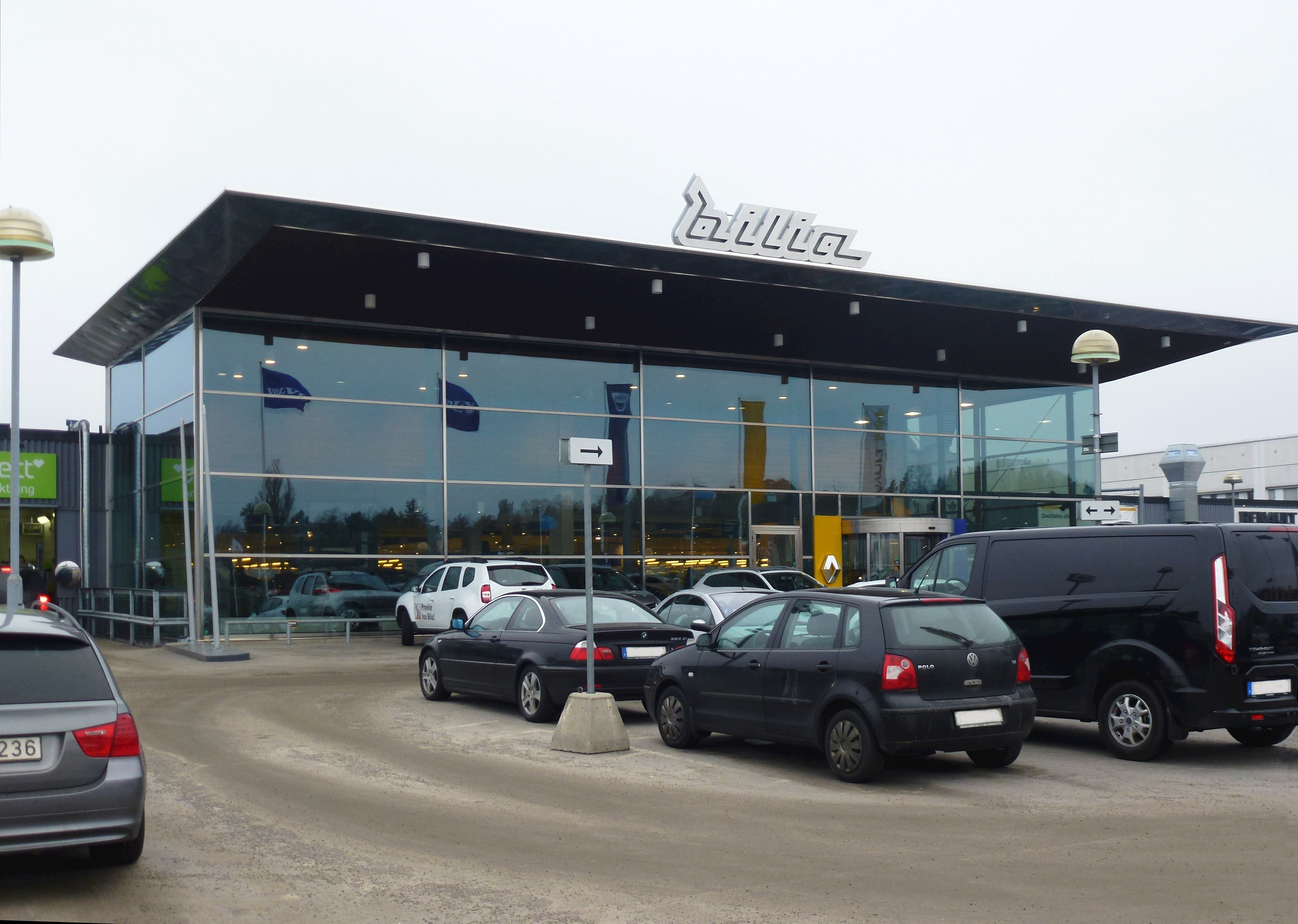
Bilias anläggning i Segeltorp, 2015.

Bilia är en av Europas största återförsäljare av personbilar, transportbilar och lastbilar med ca 140 anläggningar i Sverige, Norge, Tyskland, Belgien och Luxemburg. Bilia säljer personbilar av märkena Volvo, BMW, Toyota, Mercedes, Renault, Lexus, MINI, Porsche, Nissan, Dacia, Smart och Alpine. Företaget säljer även transportbilar av märkena Toyota, Mercedes, Renault och Nissan samt lastbilar av märket Mercedes. Sedan 1984 finns Bilia-aktien noterad på Stockholmsbörsen. 

## Verksamhet
De huvudsakliga verksamhetsområdena är bilförsäljning, kundfinansiering, verkstadstjänster samt tillbehörs- och reservdelsförsäljning. I Sverige är Bilia auktoriserade återförsäljare för Volvo, BMW, Toyota, Mercedes, Renault, Lexus, MINI, Porsche, Nissan, Dacia, Smart och Alpine. Företaget säljer även transportbilar av märket Nissan, Renault, Toyota och Dacia samt lastbilar av märket Mercedes. Bilia har även bilförsäljning via auktionssajten biliaoutlet.se för begagnade bilar. Utöver bilförsäljning säljer man även drivmedel, Bilia bedriver även försäljning av drivmedel, bildemontering och försäljning av däckvarumärket Lassa. 
Verksamhetsåret 2020 hade Bilia ca 5000 anställda och en omsättning på drygt 30 miljarder SEK. Idag finns Bilia i Sverige, Norge, Tyskland, Belgien och Luxemburg.

## Historia
AB Volvo bildade 1967 det helägda dotterbolaget Volvator för att samordna återförsäljare och hjälpa till vid generationsskiften. Första övertagandet var i Åmål och Ljungby. Under 1960-talet blev Volvator också delägare i Isbergs PV-LV i Oslo-Drammen, Bilia i norra Stockholm, Ernst Nilson AB i södra Stockholm, Bil&Truck i Göteborg, Verdexa i Malmö och Volvos återförsäljare i Karlskrona, Gävle-Sandviken-Söderhamn, Säffle-Arvika och Skövde. Under 1970- och 1980-talet tog Volvator över ytterligare återförsäljare i Sverige, Danmark och Tyskland. 
Namnändringen till Catena gjordes i samband med börsintroduktionen 1984. Hösten 1997 blev hela företaget Bilia, och var återförsäljare för personbilar, lastbilar och entreprenadmaskiner i 11 länder i huvudsakligen storstadsregioner i Europa. Sommaren 2003 köpte AB Volvo ut lastbilar och entreprenadmaskiner, varför Bilias verksamhet idag är inom personbilar i Sverige, Norge, Tyskland, Luxemburg och Belgien. 2006 samlades fastighetsbeståndet i ett bolag som fick det nygamla namnet Catena och delades ut till Bilias aktiägare och särnoterades på Stockholmsbösen.
Föregångaren till Bilia Göteborg, grundades 1929 av bilhandlaren Einar Hellsén under namnet AB Bil & Truck. Till en början sålde man flera olika bilmärken, men fick 1938 ensamrätt som Volvoåterförsäljare. Huvudkontoret låg vid Odinsplatsen i Göteborg, det flyttades senare till Högsbo industriområde i sydvästra Göteborg.